# Xiaomi Redmi 1S
Xiaomi Redmi 1S, portant le nom en chinois : Xiaomi Hongmi 1S (chinois simplifié : 小米红米1S), appelé Hongmi ou RedRice pour sa précédente version, est un smartphone de la marque chinoise Xiaomi. il a été présenté en février 2014 et est vendu pour 699 RMB (environ 113 $), équipé d'un écran 1280*720 de 4,7" et d'un processeur Snapdragon S400 de chez Qualcomm. Le 31 décembre 2014, Hugo Barra a annoncé que le code source du kernel du Redmi 1S a été rendu public par la firme.

## Version 4G
Le 13 août 2014, Xiaomi annonce une variante du RedMi 1S, cette fois-ci compatible 4G LTE, ses caractéristiques ont été revisités :
- Un processeur MediaTek MT6582 quad-core cadencé à 1,3 MHz
- 1 Go de mémoire RAM
- Mono-Sim
- Compatibilité 4G TDD-LTE (fréquences 4G LTE chinoise)[5].

Le prix reste inchangé.

## Xiaomi Redmi
En juillet 2013, Xiaomi avait annoncé la sortie d'un premier modèle, étant appelé "Redmi", il possède quasiment les mêmes caractéristiques que son successeur, à l'exception des catégories suivantes :
- Processeur : MediaTek MT6589 Turbo Quad-Core cadencé à 1,5 GHz gravé à 28 nm avec l'architecture Cortex-A7 contre le Snapdragon S400 MSM8628 1,6 GHz, quad-core de chez Qualcomm pour le Redmi 1S.
- Mémoire interne de 4 Go pour le Redmi contre 8 Go pour le Redmi 1S
- Caméra avant faisant 1,3 mégapixels pour le Redmi et 1,6 mégapixels pour le Redmi 1S
- Le Redmi ne supporte pas le Glonass contrairement à son successeur[6].

### Ventes
En février 2014, le Xiaomi Redmi est entré dans le classement des smartphones se vendant le plus, selon Counterpoint. Il était en 7e position en février 2014 et est descendu en 9e position en mai 2014,.